# Combat du col de Mouzaïa (1830)
Pour les articles homonymes, voir Combat du col de Mouzaïa.
Conquête de l'Algérie par la France
Le combat du col de Mouzaïa, ou combat de la Thenia de Mouzaïa (l'arabe « thenia » signifiant « col de montagne » en français), est un combat se déroulant, le 21 novembre 1830, lors de l'expédition de Médéa, au début de la conquête de l'Algérie par la France.

## Situation géographique
À environ 10 km de Blidah, se trouvait une grande ferme nommée localement Haouche-Chaouch Mouzaïa et par les Français ferme de l'Agha dont la route d'accès longeait le pied des montagnes qui bornent au Sud-Ouest d'Alger et que l'on appelle en général Petit Atlas, montagnes qu'il faut franchir pour arriver à Médéa.

Après avoir gravi le premier contrefort de la chaîne de l'Atlas, on parvient sur un plateau d’où l'on domine la plaine de la Mitidja, la mer Méditerranée apparaissant au loin et le lac Aoula marquant l'extrémité du territoire des Hadjoutes, à l'Ouest.

Le 21 novembre 1830, vers midi, les troupes françaises sous les ordres du général Clauzel franchirent le massif de l'Atlas et saluèrent ce passage d'une salve de vingt-cinq coups de canon.

Seize kilomètres environ  séparent la ferme de Mouzaïa du col (du même nom). En 1830, le chemin qui y conduisait suivait la rive droite d'un torrent très encaissé. Il était raide, escarpé, coupé en plusieurs points par des ravins profonds et donnant à peine le passage à deux hommes de front, en particulier aux approches du col.

Le passage était taillé dans un sol schisteux et glissant, courant en zigzag sur un plan très incliné. Son accès était difficile car il ne présentait qu'une coupure de quelques mètres, dominé des deux côtés, et à une hauteur considérable, par des mamelons coniques dont le sommet se perd dans les nues.

Le Col de Mouzaïa s'élève à 965 mètres, le mamelon situé à l'Est s'élève à 1 182 mètres et le mamelon situé à l'Ouest à 1 055 mètres ; ils sont séparés de 900 mètres.

## Le combat
De 3 000 à 4 000 Turcs appuyés par deux canons défendaient les approches du col de Mouzaïa. Le reste des troupes du bey de Tittery étaient échelonnées dans la gorge, en avant de la position principale, occupant les points les plus favorables à la défense et toutes les hauteurs, jusque sur les arrières des troupes françaises, étaient occupées par les troupes arabes.

Ces positions défensives ne pouvaient être attaquées que de front et par la gauche, la profondeur du précipice qui bordait la droite de la route ne permettant pas de faire passer des troupes de ce côté.

Une colonne composée des 14e, 20e et 28e régiments d'infanterie de ligne gravit les hauteurs à l'Est pour prendre à revers les Kabaïles du bey de Titteri.

Le 37e et 2 compagnies du 14e sous les ordres du général Achard commandant de la 1re brigade continuèrent à marcher sur la route.

Dans un engagement avec les Berbères de l'Atlas blidéen (appelés à tort Kabaïles ou Kébaïles/Kabyles dans les textes français), le général Achard, fait charger, les soldats des 37e et 14e régiment en prenant leur tête. Après un combat court mais vif la position est remportée et l'ennemi, étonné de la vigueur de l'attaque, s'enfuit précipitamment. À la fin de la journée, le drapeau français flotte sur l'Atlas. Durant ce combat, le sous-lieutenant du 20e, Patrice de Mac Mahon s'y distingue particulièrement.
Le 22 novembre, après avoir laissé la garde du col à la 2e brigade sous le commandement du général Louis Monck d'Uzer, le général en chef continue sa marche sur Médéa.

## Conséquences
Les troupes françaises descendirent alors la route du col qui s'élargissait au fur et à mesure, et après une heure de marche sur des pentes abruptes, elles parcoururent pendant trois heures une espèce de plateau ondulé, sillonné de ravins profonds et dominé à distance par des collines assez élevées.

Des escarmouches eurent lieu jusqu'au-delà de Zeboudj Azahra, bois d'olivier. Après 4 km, un Algérien, très pauvrement vêtu, se présenta tenant une lettre adressée au général en chef : elle émanait des autorités de Médéa, et contenait la soumission de ses habitants.

L'armée arriva devant les portes de la ville avant la nuit et le général en chef y fit son entrée avec un bataillon, laissant le reste des troupes camper en dehors des murs de la ville.